# Why (песня Rascal Flatts)
«Why» — песня американской кантри-группы Rascal Flatts, вышедшая в качестве третьего сингла с их 6-го студийного альбома Unstoppable. Релиз прошёл 2 августа 2009 года. Она была выпущена на радиостанциях 29 сентября 2009 года и дебютировала под номером 44 в чарте Hot Country Songs американского журнала Billboard за неделю 10 октября 2009 года. Песня была написана Робом Мэтисом и Алленом Шамблином.
Ранее песня была записана американской кантри-певицей Фэйт Хилл для возможного включения в ее альбом 2005 года Fireflies, но в итоге не вошла в альбом. Также она была выпущена в 2016 году на альбоме Хилл Deep Tracks.

## Содержание
Песня представляет собой балладу, исполненную с точки зрения человека, чей близкий друг погиб в результате самоубийства. Все трое участников Rascal Flatts заявили, что им было нелегко записывать эту песню, потому что каждый из них знал кого-то из близких, кого постигла та же участь.

## Отзывы
Песня получила положительные отзывы музыкальной критики. Roughstock дал песне положительную рецензию. Бобби Пикок из этого сайта сказал о песне: «Один только текст прекрасен». Крис Нил из Country Weekly дал ей три звезды из пяти, сказав, что вокалист Гэри ЛеВокс «обращается с текстом так деликатно, как того требует его тема[…]», но отметил, что «кульминационное гитарное соло в стиле арена-рок[…]лишает песню некоторой интимности».
Рецензируя альбом Unstoppable после его выхода, Мэтт Бьорк из Roughstock назвал «Why» лучшим треком альбома, написав: «Это та песня, которая заставила меня полюбить Rascal Flatts, и это, безусловно, лучший трек на Unstoppable» и «Эта песня должна быть удостоена награды „Песня года“, настолько она мощная».

## Позиции в чартах

### Еженедельные чарты
| Чарт (2009)                          | Наивысшая позиция |
| ------------------------------------ | ----------------- |
| США (Billboard Hot Country Songs)    | 18                |
| США Billboard Bubbling Under Hot 100 | 2                 |